# 瑞亞 (阿肯色州)
瑞亞（英語：Rhea）是位於美國阿肯色州華盛頓縣的一個非建制地區。該地的面積和人口皆未知。

## 地理
瑞亞的座標為36°00′51″N 94°24′11″W / 36.01417°N 94.40306°W，而該地的平均海拔高度為344米（即1128英尺）。